# Мис Рока

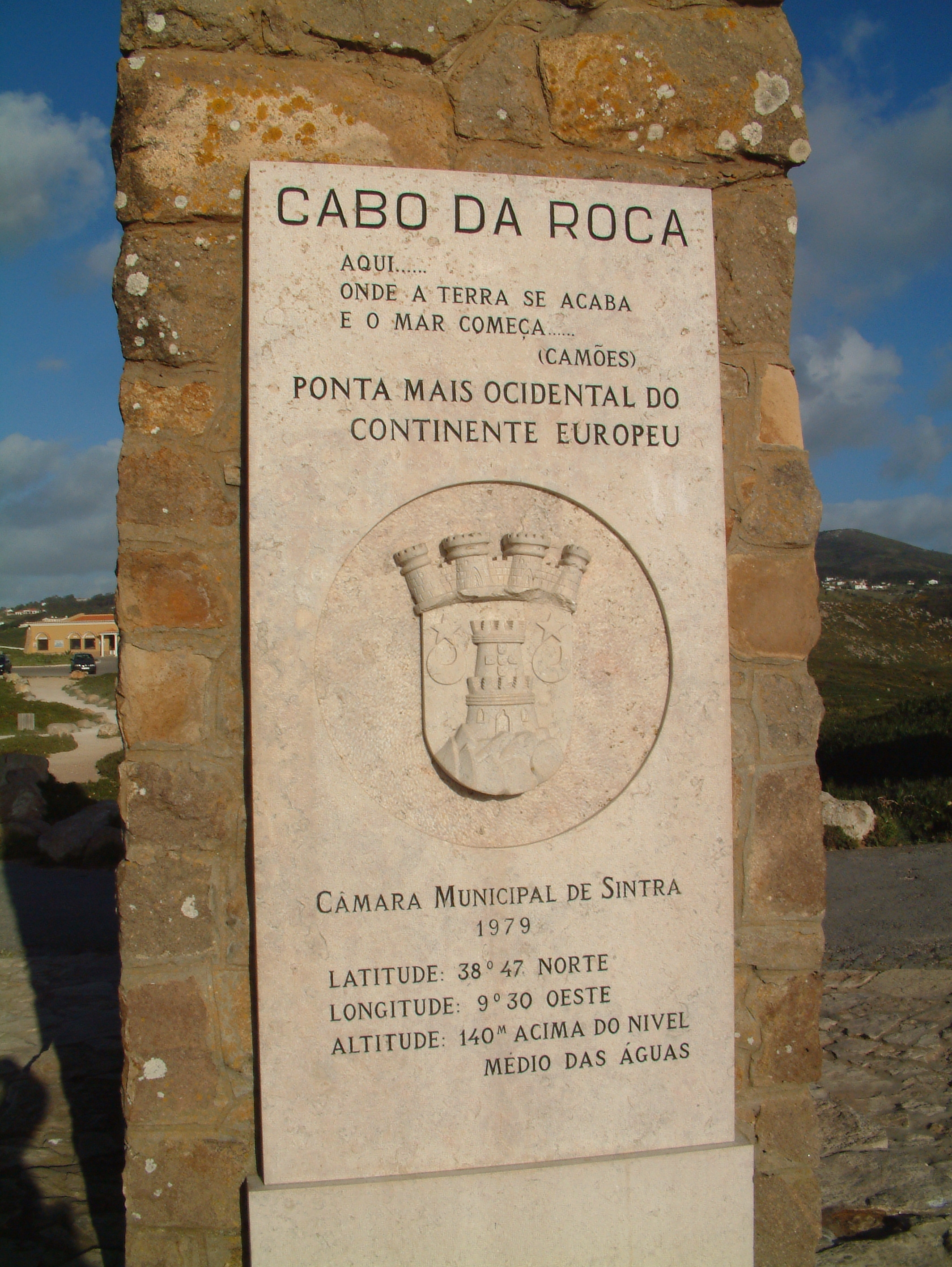
Пам'ятник на мисі Рока

Ми́с Ро́ка (порт. Cabo da Roca, МФА: [ˈka.bu dɐ ˈʁo.kɐ]) — мис у Португалії, у муніципалітеті Сінтра, що видається в Атлантичний океан. Найзахідніша точка країни, Європи та Євразійського континенту.

## Назва
- Вели́кий ми́с (лат. Promontorium Magnum) — латинська назва часів римського панування.

## Географія
Мис Рока розташований на території Португалії, на відстані 40 км на захід від Лісабону і 18 км від селища Сінтра у Національному парку Сінтра-Кашкайш.
Мис являє собою скелю, що здіймається над рівнем Атлантичного океану на 140 м.
Географічні координати мису — 38’47 північної широти, 9’30 західної довготи, викарбувані на кам'яній брилі-монументі, встановленій тут же.

## Історія
Римляни називали мис Promontorium Magnum, а в добу Великих географічних відкриттів пізнього Середньовіччя за ним закріпилась назва мис Лісабона.
Класик португальської літератури поет Луїс де Камоенс сказав про місце, де знаходиться мис, таке: «де земля закінчується, і море починається» (порт. Onde a terra acaba e o mar começa).

## Мис Рока у наш час
Нині мис Рока і розташовані на ньому маяк і пам'ятник, що сповіщає про найзахіднішу точку Європи й містить викарбуваний рядок з поезії Камоеша, є популярним і відвідуваним місцем у туристів. Спеціально для останніх тут же функціонує туристична крамничка з сувенірами.